# هجوییه علیا
هجوییه علیا یک روستا در ایران است که در شهرستان سیرجان واقع شده‌است.